# قناع الغاز

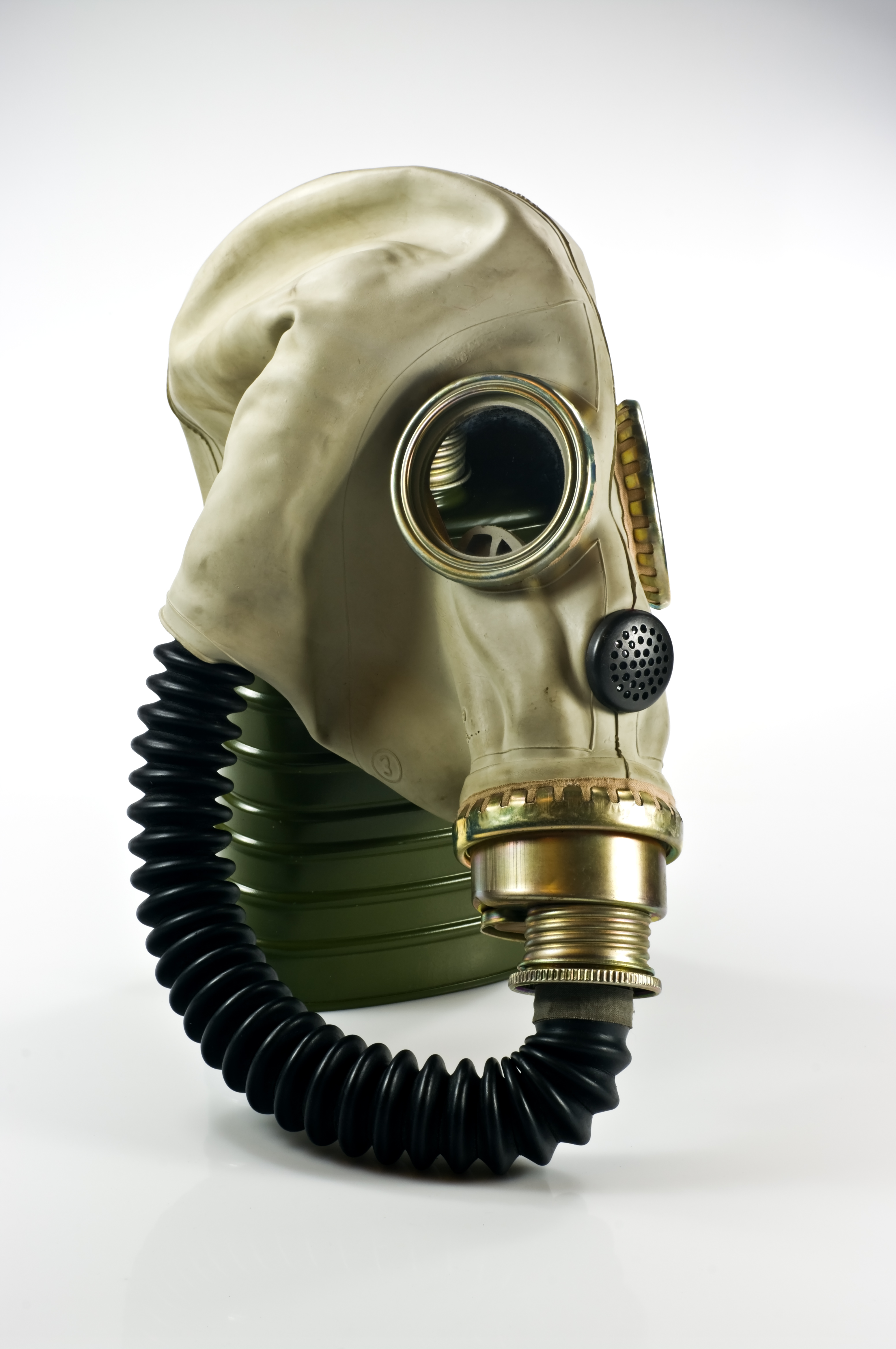
قناع غاز بولندي استُخدم في عقد 1970 و1980

قناع الغاز هو قناع يستخدم للحماية من استنشاق المواد الملوثة والهواء المصاحب ب الغازات السامة.

## معلومات أخرى
مع بداية انتشار الجمرة الخبيثة في الولايات المتحدة في الشهر 10 عام 2001، ومع تزايد الرعب من عمليات إرهاب بيولوجي ، تهافت الكثير من الناس على شراء أقنعة الغاز. ولعل من الضروري هنا تعرّف هذه الأقنعة التي يمكن أن يساء فهم فعاليتها، تعمل علبة مُرشِّح القناع على صد الجسيمات مثل بكتيريا الجمرة الخبيثة، وعوامل الحرب الكيميائية مثل غاز الأعصاب وبعض العوامل الممرضة كفيروس الجدري؛ أما الكمامة فتأخذ شكل قناع للوجه يحمي الفم والأنف والعيون، وغطاء للرأس يحيط به ويحميه.
تجاز هذه الأقنعة في الولايات المتحدة الأمريكية من قبل المعهد الوطني للسلامة والصحة المهنية (NIOSH)، وكذلك بعض الدوائر العسكرية. والمعياران الأساسيان فيها هما: حجم أصغر جسيمات يحجزها المرشح (وأفضل المرشحات يحجز جسيمات بقياس 0.3 ميكرون ) وقدرة هذا المرشح على التخلص من الغازات (التي ينبغي أن تتراوح ما بين 95.99 و%99.97).
ومن العوامل الحاسمة الأخرى في تحديد جودة القناع، مدى إحكامه على الرأس والتدرب على استخدامه. وعلى الراغب في شرائه اختبار هذا الإحكام لدى البائع للتأكد من عدم سماحه بحدوث أي تسرب غازي من خلال اللحام. كما يجب تعليم مستخدمي هذه الأقنعة كيفية ارتدائها بسرعة وبصورة محكمة، وهو أمر يحتاج إلى تدرب ومران. وقد يجد من يعاني مشكلات تنفسية صعوبةً في استخدام القناع، لأن التنفس عبره يحتاج إلى جهد رئوي أكبر بثلاث مرات مما يحتاج إليه التنفس الاعتيادي. ومن جهة أخرى فإن الأقنعة لن تُحكم تماما على اللحى أو العِذارين sideburns أو الندوب الوجهية؛ كما أن المرشحات قد يلزم تبديلها بعد ساعات أو أيام فقط من استخدامها المستمر.
ولم يمض أسبوعان على تفشي الذعر في الولايات المتحدة، خوفا من انتشار بكتيريا الجمرة الخبيثة، حتى تلقت الشركة MSA Inc. في بتسبرگ ـ المختصة بصناعة الأقنعة الغازية للأسواق الرئيسية (وهي الجيش والشرطة والإطفاء والعاملون في بعض الصناعات مثل التعدين وطلاء السيارات) ـ أوامر شراء أعداد وفيرة من الأقنعة، كما يقول (K. بوبيتيتش)مدير الإنتاج في الشركة. ورافق ذلك محاولات بيع منتجات أقل جودة. وفي الولايات المتحدة خمس شركات فقط، مجازة من المعهد NIOSH، تصنع أقنعة من الطراز الحربي؛ إلا أن هناك عددا لا حصر له من الشركات التي تعرض أقنعتها السيئة على الإنترنت، بسعر لا يتعدى 29 دولارا للقناع. ويحذر بوبيتيتش الجمهور من ابتياع منتجات غير مضمونة أو قديمة، لأن المرشحات منشّطة كيميائيا ويجب ألا يتجاوز تخزينها 3 إلى 4 سنوات. أما المرشح الجيد فتبلغ كلفته وحده 30 دولارا، وكل ما يُعلن عنه على أنه فائض عن الاستخدام العسكري هو قديم جدا. لذلك يقول بوبيتيتش إن القناع المعتمد يباع بمبلغ يتراوح ما بين 150 و250 دولارا. أما إذا رغبتَ في التوفير والتقتير، فإنك ستحصل على النوعية التي تناسب الثمن الذي دفعته وفي ذلك خطر كبير على حياتك.

## معرض صور

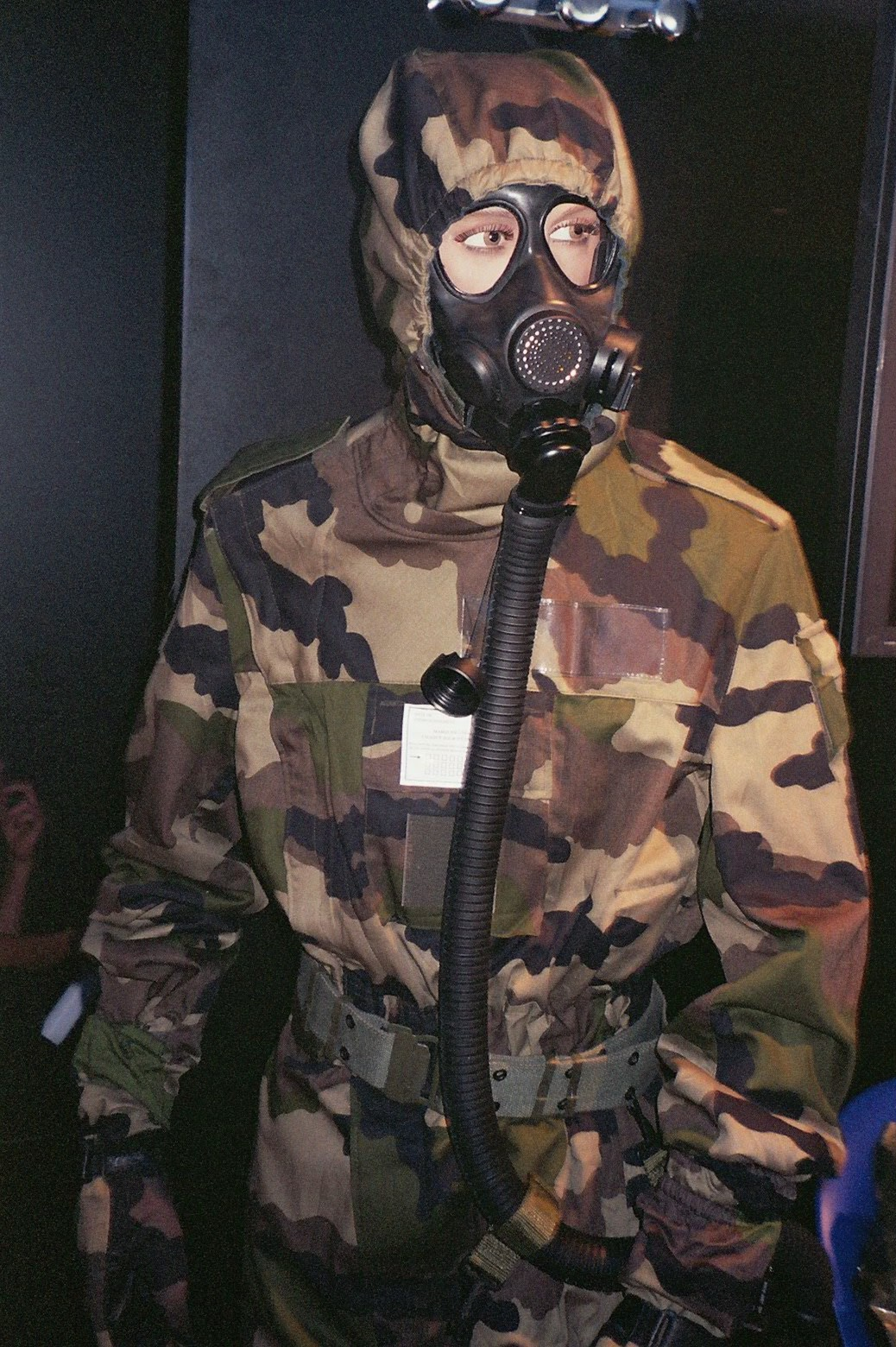
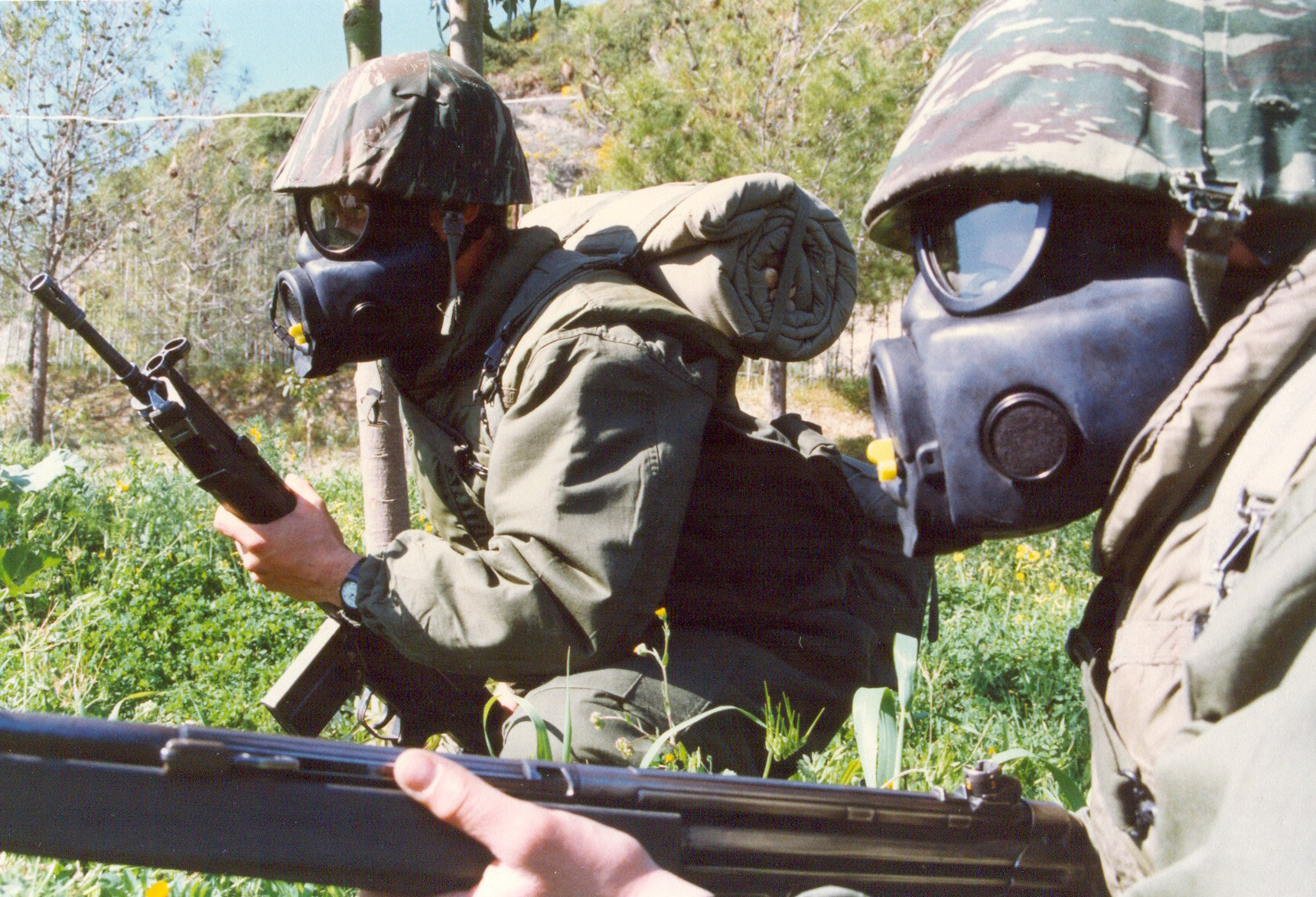
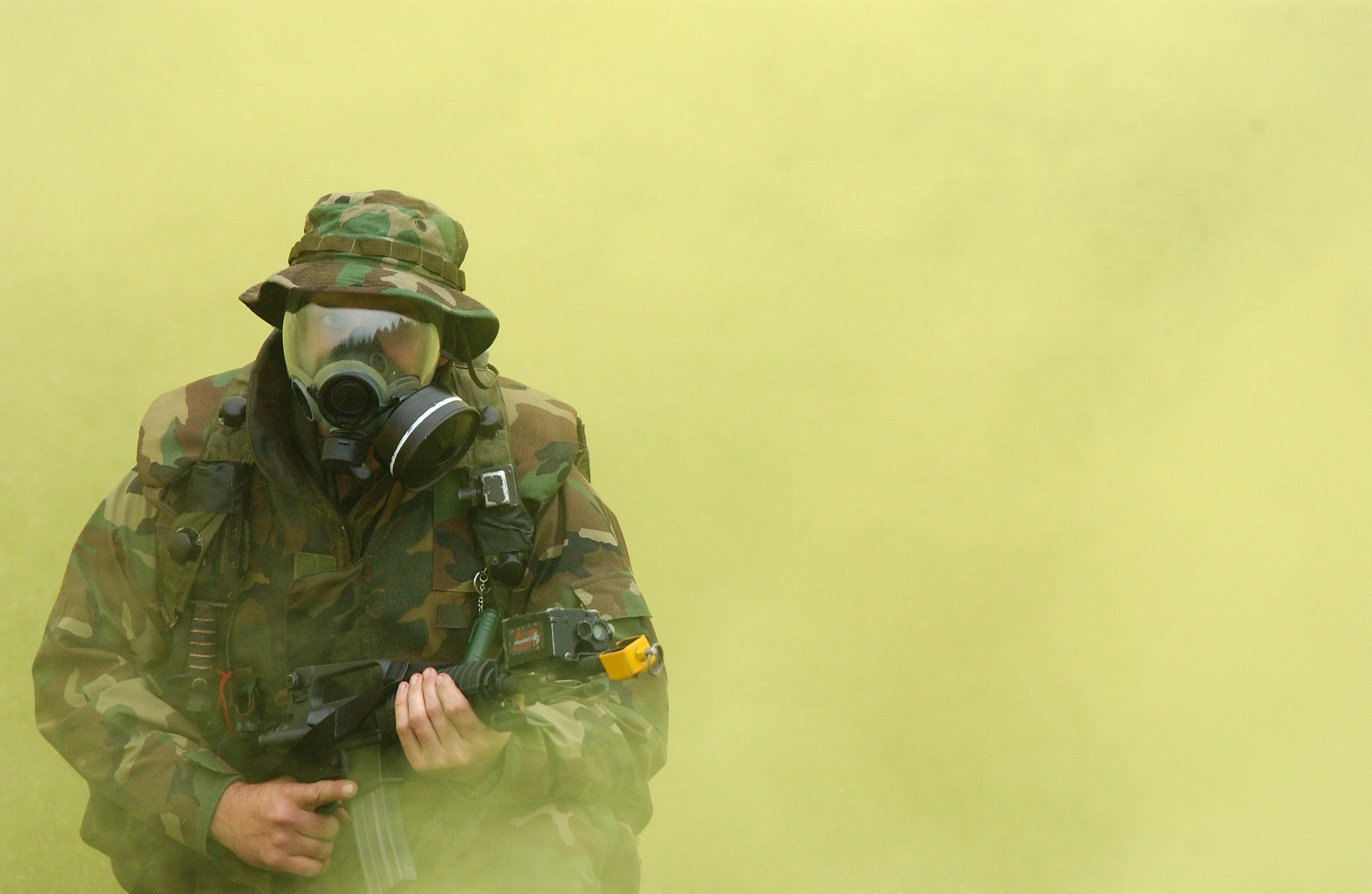

## التسمية
يسمى أيضاً صِقَاع